# Kobieta z pchłą
Kobieta z pchłą (fr. La Femme à la puce) – obraz francuskiego malarza Georges’a de La Toura (dzieło niesygnowane), znajdujący się w Musée Lorrain w Nancy.

## Opis
Obraz został namalowany prawdopodobnie na przełomie lat 30. i 40. XVII wieku, czego dowodził francuski historyk Jacques Thuillier. Do 1955 roku obraz nie był znany. Dopiero Mlle Berhaut odkryła go na nowo w zbiorach rodziny z Rennes, a publiczności obraz przedstawił François-Georges Pariset.
Temat obrazu został zaczerpnięty od malarzy holenderskich. Przedstawia ubogą kobietę w nocnej koszuli, rozgniatającą na swoim otyłym lub ciężarnym brzuchu insekta. Od chwili „odkrycia” obrazu namalowana scena była na różne sposoby interpretowana przez historyków sztuki. Wysuwano hipotezy, że widz ma do czynienia z wczesną fazą porodową. W 1972 roku Hélène Adhémar, kierownik Służby Dokumentacyjnej Działu Malarstwa Muzeum Luwru, na łamach „Gazette des Beaux-Arts” przedstawiła koncepcję, że kobieta przesuwa ziarenka różańca i jest ciężarną pokutnicą z klasztoru Notre-Dame du Refuge. Inną hipotezę w tym samym roku wysunął Raymond Picard. Kobietę przedstawioną na obrazie uznał za kolejne przedstawienie Marii Magdaleny namalowane przez Georges’a de La Toura. Obie teorie zostały obalone i większość historyków optuje dziś za pierwszą wersją z tytułową kobietą.

Obraz Kobiety z pchłą jest jedynym znanym aktem Georges’a de La Toura. Jest jednym z pierwszych obrazów tego malarza, gdzie kompozycja opiera się na geometrii. Historyk sztuki Krystyna Secomska pisała: 

Temat przejęty od malarzy holenderskich, graniczący z pornografią, został wysublimowany, nieomal podniesiony do rangi średniowiecznych przedstawień Melancholii. La Tour dokonał tego przez starannie wyliczony wykres kompozycji, opartej na idealnych pionach i poziomach, na trapezach i prostokątach; obnażona pierś i wydatny brzuch ciężarnej kobiety są już tylko łukowatymi liniami podkreślonymi światłem.

Czynność łapania i zabijania pcheł była dość powszechnym zajęciem w ówczesnej XVII-wiecznej Europie. Niderlandzcy malarze prawdopodobnie jako pierwsi podjęli ten temat, przedstawiając łapanie pcheł jako scenkę rodzajową. W 1626 roku powstał obraz Łapanie pchły przy świecach autorstwa Gerrita van Honthorsta. 
Motyw został podchwycony przez malarzy francuskich, a następnie hiszpańskich. Hiszpański malarz Bartolomé Esteban Murillo w 1645 roku namalował obraz Mały żebrak, który przedstawia chłopca zabijającego wesz na swoim ubraniu. Układ jego palców jest niemal identyczny jak u Georges’a de La Toura.